# Дике, Виллем-Карел
Виллем-Карел Дике (нидерл. Willem-Karel Dicke) (15 февраля 1905 года, Дордрехт — 27 апреля 1962 года, Де-Билт) — голландский врач-педиатр, показавший связь целиакии с непереносимостью мучных продуктов и эффективность безглютеновой диеты.
С 1922 по 1929 годы Виллем Дике изучал медицину в Лейдене, проходил специализацию по педиатрии в Детской больнице Юлианы в Гааге с 1929 по 1933 год, а в 1936-м, в возрасте всего 31 года, назначен медицинским директором этой больницы. В 1957 стал профессором педиатрии в государственном Университете Утрехта и медицинским директором Детской больницы Вильгельмины.
Нидерландское Общество гастроэнтерологии учредило в честь доктора награду, вручаемую за исследовательскую работу в этой области, и первую золотую «Медаль Дике» получил сам Дике.